# Рудка (притока Остра)
Ру́дка — річка в Україні, у Носівському районі Чернігівської області. Ліва притока Остра (басейн Дніпра).

## Опис
Довжина річки 14,9 км, похил річки — 0,78 м/км. Площа басейну 305 км². На деяких ділянках пересихає.

## Розташування
Витік річки знаходиться на 3 км західніше від м. Носівка та на 3 км на схід від с. Яблунівка (раніше с. Шлях Ілліча). Джерело утворилося внаслідок виклинювання ґрунтових вод. Тече переважно на північний захід і впадає в річку Остер, ліву притоку Десни.